# Rhamphodopsis
Rhamphodopsis is een geslacht van uitgestorven pantservissen, dat leefde in het Midden-Devoon

## Beschrijving
Het lichaam van deze 15 cm lange zoetwatervis was sporadisch gepantserd. De bovenkant van de kop en kaken was bedekt met slechts enkele platen. Deze kaken waren bezet met gepaarde tandplaten. Het korte romppantser reikte slechts tot de schoudergordel en was bezet met drie stekels. De achterkant van het lichaam was niet gepantserd en eindigde in een zweepvormige staart.

## Soorten
Er zijn twee soorten Rhamphodopsis erkend.
Rhamphodopsis thrieplandi
Dit is de typesoort en de kleinste van de twee beschreven soorten, waarbij de totale lengte van de volwassen dieren tot 7 centimeter kan bedragen. De middelste rugstekel is korter dan de voorste zijstekels.
Rhamphodopsis trispinatus
Dit is een veel grotere, robuustere soort met een totale lengte tot 12 centimeter. De belangrijkste manier om kleine individuen van Rhamphodopsis trispinatus te onderscheiden van individuen van Rhamphodopsis thrieplandi is dat de mediane dorsale en anterieure laterale stekels van Rhamphodopsis trispinatus beide even lang zijn en verhoudingsgewijs langer zijn dan die van Rhamphodopsis thrieplandi.

## Vondsten
Fossielen van deze vis werden gevonden in Schotland.